# Chruščov na avantgardní výstavě 1962

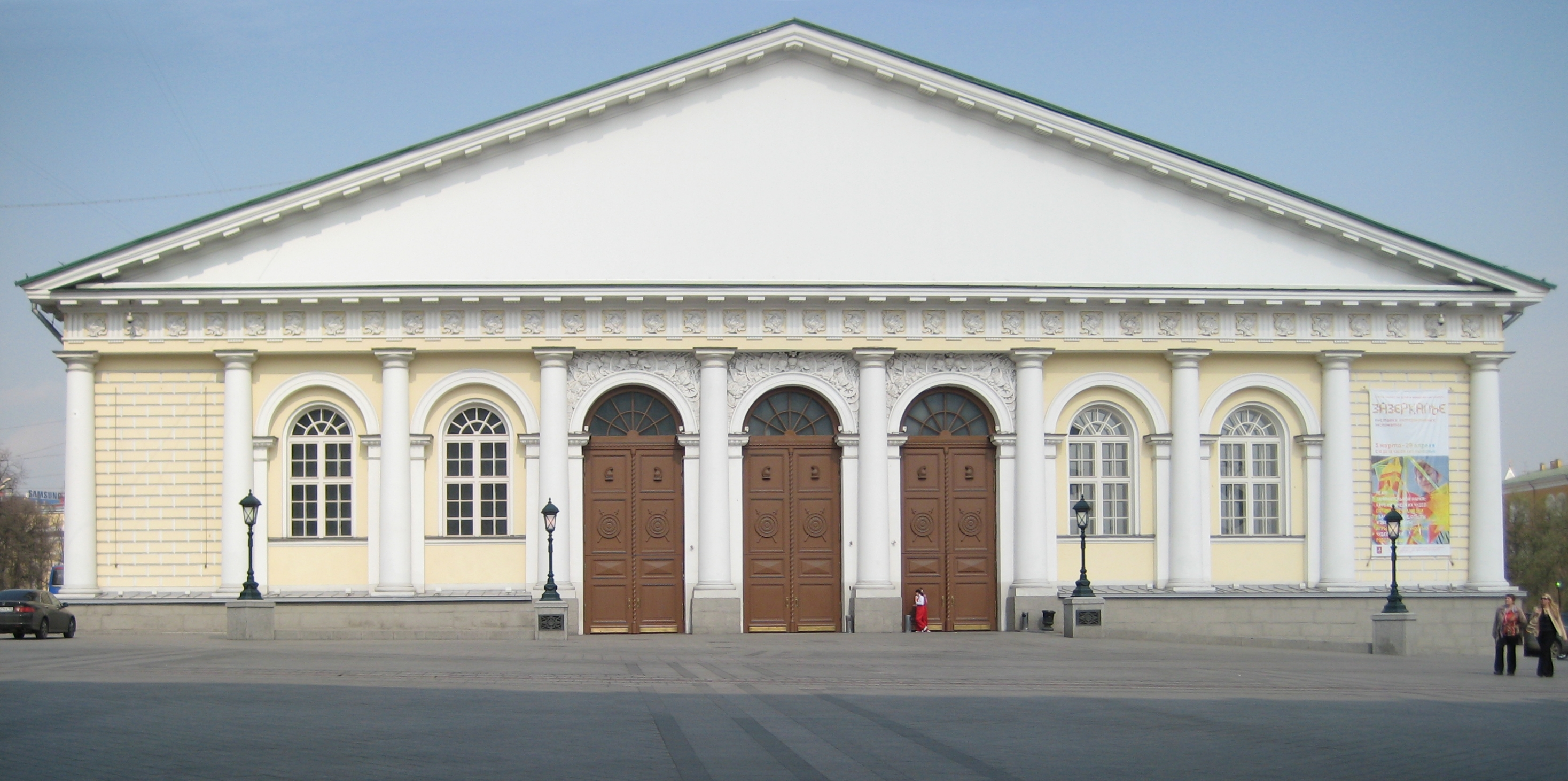
Manéž

Dne 1. prosince 1962 navštívil Nikita Sergejevič Chruščov výstavu Nová realita, která se konala v moskevské galerii Manéž ke 30. výročí založení moskevského oddělení Svazu výtvarných umělců SSSR. Výstavu uspořádal profesor umění Elij Běljutin a zúčastnilo se jí přes šedesát tvůrců, např. Ernst Něizvěstnyj, Leonid Rabičev, Boris Žutovskij a další. Když sovětský vůdce viděl shromážděné abstraktní umění, rozzuřil se a začal vulgárně urážet přítomné umělce. Jeden portrét Chruščov komentoval: „Proč jí chybí oko? To je nějaká morfinistka nebo co?“ a pokračoval: „Co je to za mazanice? Můj vnuk by to namaloval líp. (…) Jste chlapi nebo nějací prokletí pederasti? Máte vůbec nějaké svědomí? (…) Poslouchejte, Běljutine, to vám říkám jako předseda rady ministrů: něco takového sovětský lid vůbec nepotřebuje.“[zdroj⁠?!]
Výstava byla okamžitě zrušena, událost odstartovala kampaň proti formalismu v umění. Chruščov rozhodl o vyloučení všech zúčastněných z KSSS, vyšlo však najevo, že nikdo z nich není ve straně. 
Existují dohady, že incident byl naplánovaný. Stalinisté chtěli vyvolat konflikt mezi Chruščovem a intelektuály, proto ho pozvali na výstavu a počítali s jeho negativní reakcí.
V roce 2012 se v Manéži konala velká výstava u příležitosti výročí události nazvaná ТЕ ЖЕ В МАНЕЖЕ (Ti samí v Manéži).

### Související článek
- Buldozerová výstava